# 告白 (FUNKY MONKEY BABYSの曲)
「告白」（こくはく）は、日本のJ-POPグループFUNKY MONKEY BABYSの8枚目のシングルである。
ジャケット写真に起用された船越英一郎は、本楽曲のPVで後述のサントリーCMに出演した波瑠などと共演している。
オリコン週間ランキングで自己最高となる4位を記録。本作を含めて5作品で4位を記録している。

## 収録曲
全曲 作詞・作曲：FUNKY MONKEY BABYS・NAOKI-T　編曲：NAOKI-T
1. 告白 (4:44)
2008年夏、サントリー「ラッキーサイダー」のCMで使われた。2011年にはフジテレビ系列で4夜連続で放送されたドラマ『プロポーズ兄弟〜生まれ順別 男が結婚する方法〜』の主題歌にも起用された。
2. ナツミ (5:01)
3. あなたへ (5:48)
4. 告白（instrumental） (4:44)
5. ナツミ（instrumental） (5:01)
6. あなたへ（instrumental） (4:46)

- CD EXTRAとして、「告白」のPVを収録。

## カバー
- 疾風（2009年のアルバム『速っ!〜速うた NON STOP メガミックス〜』に収録）
- SPICY CHOCOLATE（2011年のアルバム『渋谷 RAGGA SWEET COLLECTION』に収録）

## その他
「告白」は、プロ野球・東北楽天ゴールデンイーグルスの鈴木大地内野手が、千葉ロッテマリーンズ在籍時から登場曲として使用している。